# اچ‌ام‌اس روکسبرگ (۱۹۰۴)
اچ‌ام‌اس روکسبرگ (۱۹۰۴) (به انگلیسی: HMS Roxburgh (1904)) یک کشتی بود که طول آن ۴۷۳٫۵ فوت (۱۴۴٫۳ متر) بود. این کشتی در سال ۱۹۰۴ ساخته شد.